# Ла-Шо-де-Фон
Ла-Шо-де-Фон (фр. La Chaux-de-Fonds) — місто в Швейцарії в кантоні Невшатель, яке поряд з Білем є найбільшим виробником швейцарських годинників. Разом із сусіднім Ле-Локлем його зараховують до числа пам'яток Всесвітньої спадщини ЮНЕСКО як видатний приклад «міста-фабрики» епохи промислової революції, що спеціалізувалося на певній індустрії — у цьому випадку на виробництві годинників.

## Географія

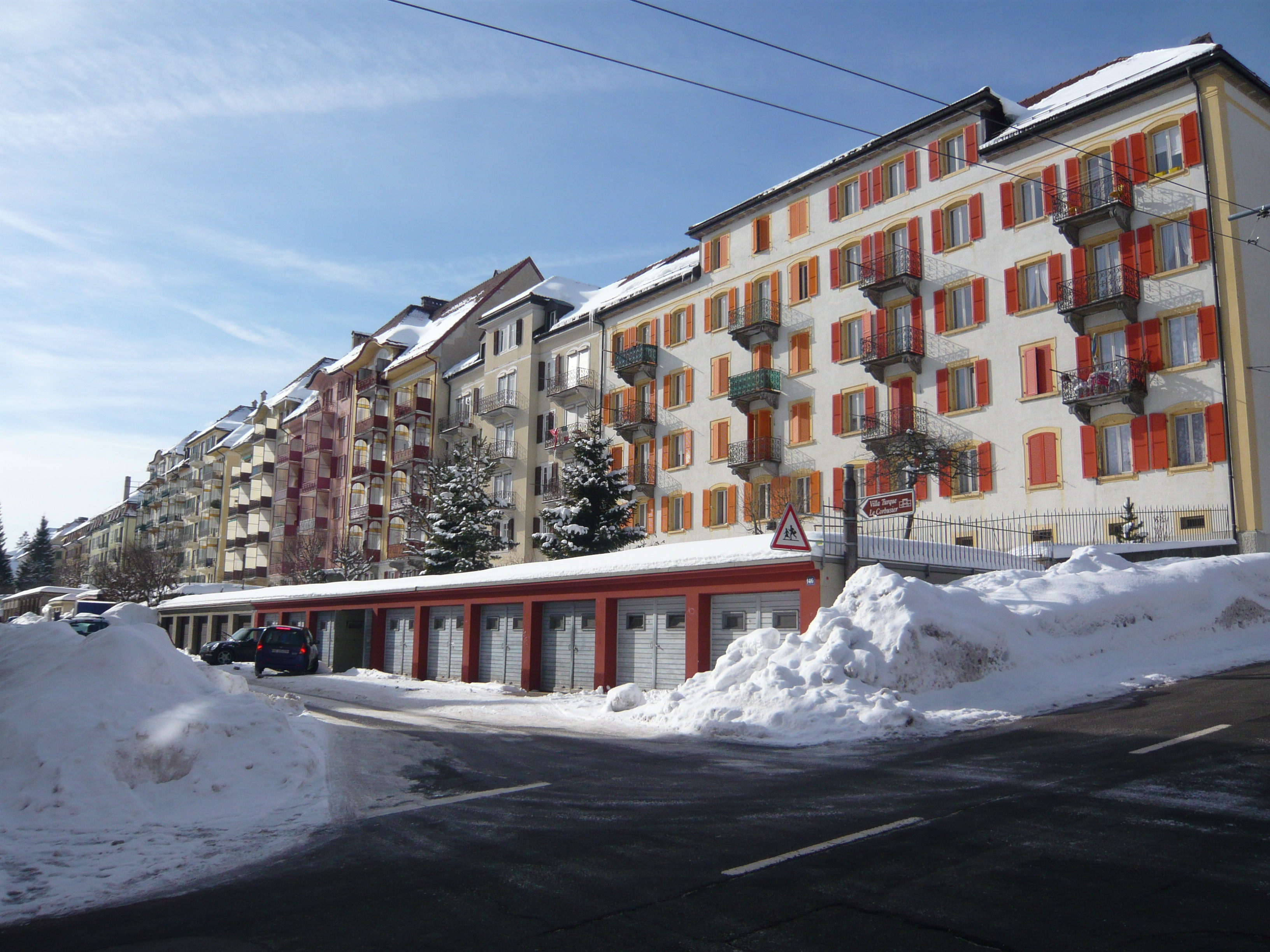
Будинки на вулиці Північній (rue du Nord)

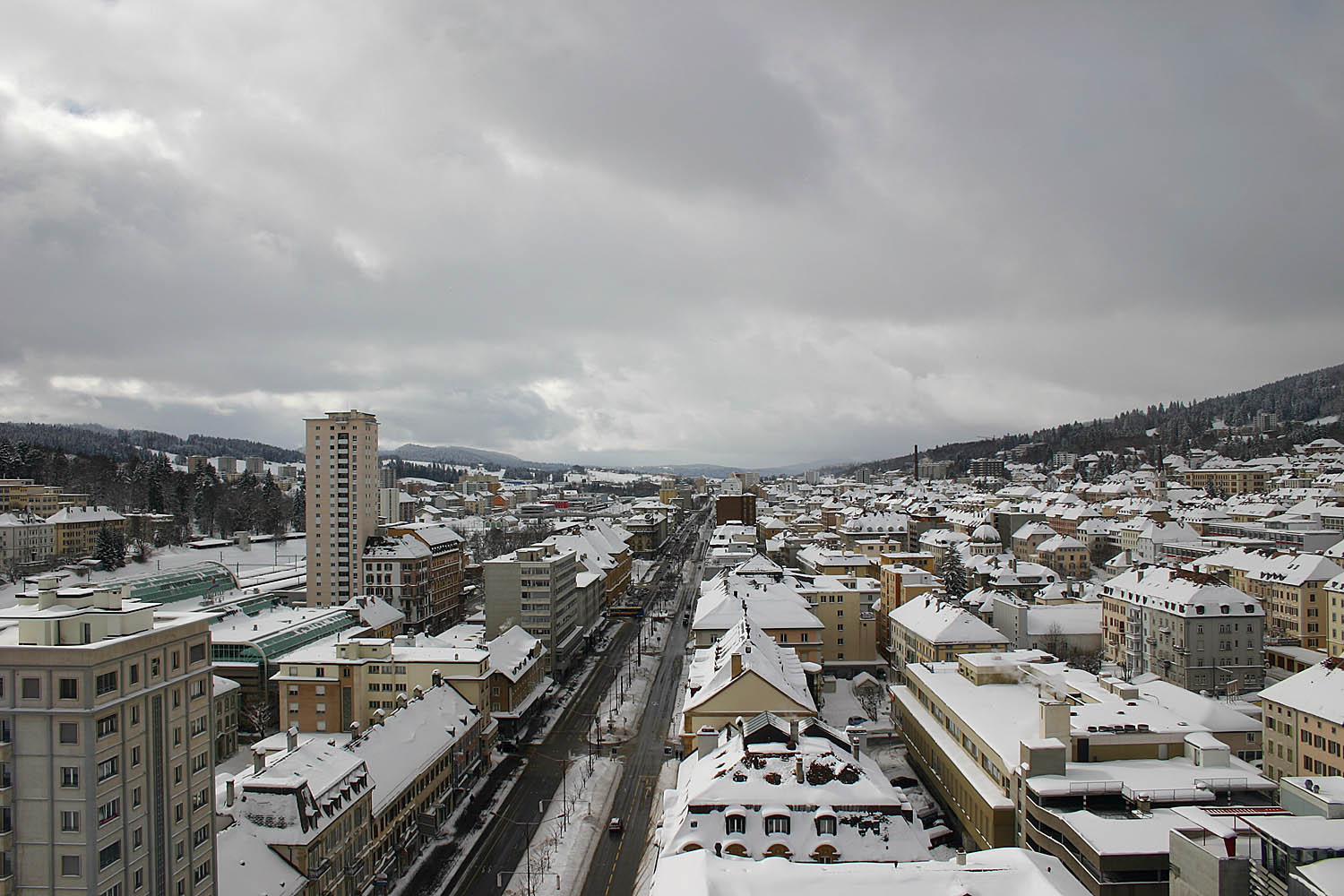
Головна вулиця Ла-Шо-де-Фон

Місто Ла-Шо-де-Фон розташоване у західній Швейцарії, на північному заході кантону Невшатель неподалік від кордону з Францією і є центром однойменного округу. Ла-Шо-де-Фон є третім за величиною містом Романдії (після Женеви і Лозанни) і найбільшим містом Верхньої Юри. Місто розташоване на висоті 992 метри над рівнем моря і, таким чином, є одним із найбільш високо розташованих міст Європи.
Місто розташоване на відстані близько 55 км на захід від Берна, 15 км на північний захід від Невшателя.
Ла-Шо-де-Фон має площу 55,7 км², з яких на 16,6 % дозволяється будівництво (житлове та будівництво доріг), 54,7 % використовуються в сільськогосподарських цілях, 27,9 % зайнято лісами, 0,7 % не є продуктивними (річки, льодовики або гори).

## Історія
Ла-Шо-де-Фон вперше письмово згадується у 1350 році як La Chaz de Fonz. Ще в XVI столітті воно виглядає незначним поселенням з дюжиною дерев'яних хатин. Інтенсивний розвиток міста Ла-Шо-де-Фон почався після закінчення Тридцятилітньої війни у 2-й половині XVII століття. Виробництво годинників зароджується тут на початку XVIII століття і до кінця того ж століття Ла-Шо-де-Фон перетворюється на індустріальний центр. У 1794 році 3/4 міста були знищені пожежею, після чого воно було переплановане згідно з потребами годинникарів. До 1806 Ла-Шо-де-Фон входить до князівства Невшатель, пов'язаного з 1707 року особистою унією з Пруссією. Потім, у 1806—1815 роках місто перебуває у складі Франції. Після Віденського конгресу — у складі Швейцарської конфедерації, при цьому Пруссія зберігала номінальні права сюзерена до середини XIX століття.

## Демографія

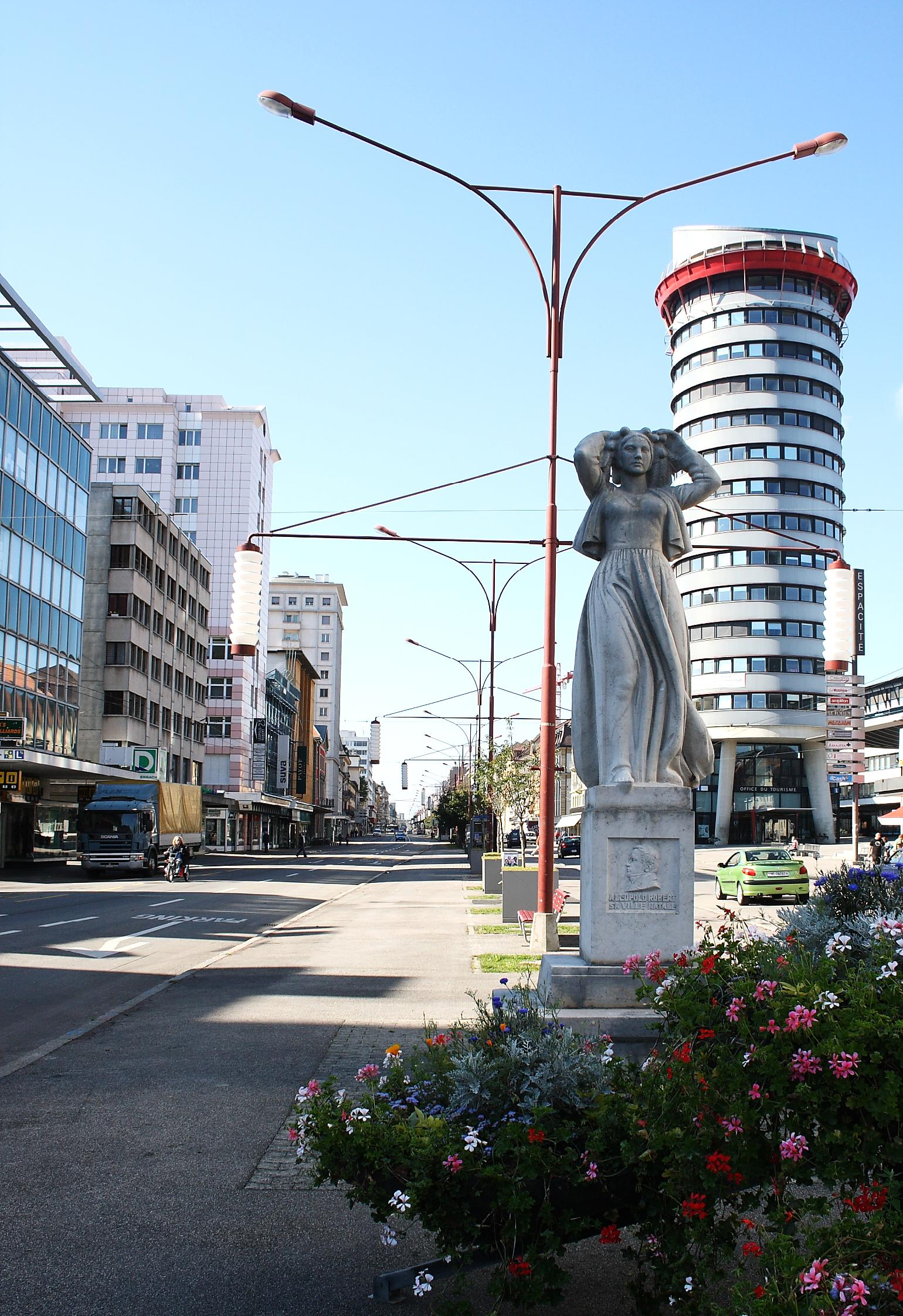
Сучасні будинки на вулиці Avenue Léopold Robert у Ла-Шо-де-Фон

2019 року в місті мешкало 37 494 особи (+0 % порівняно з 2010 роком), іноземців було 30,3 %. Густота населення становила 673 осіб/км².
За віковим діапазоном населення розподілялося таким чином: 20,8 % — особи молодші 20 років, 60,3 % — особи у віці 20—64 років, 18,9 % — особи у віці 65 років та старші. Було 17928 помешкань (у середньому 2,1 особи в помешканні).
Із загальної кількості 26 383 працюючих 237 було зайнятих в первинному секторі, 10 905 — в обробній промисловості, 15 241 — в галузі послуг.
Серед жителів Ла-Шо-де-Фону (станом на грудень 2011 року) 85,5 % (31 653 особи) складають франко-швейцарці, 3,6 % (1 335 осіб) — італо-швейцарці, 3,2 % (1 173 особи) — португальці, 2,4 % — германо-швейцарці. Ретороманською мовою спілкуються 32 жителів міста.
2008 року 29,1 % наявного населення міста складали іноземні громадяни.

## Релігія

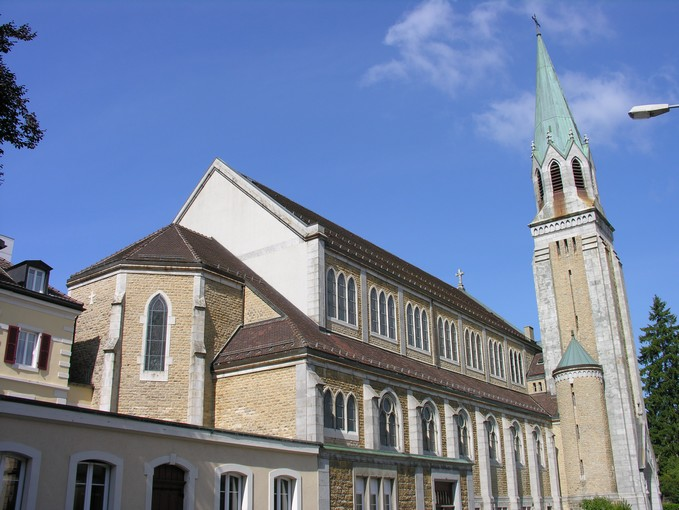
Неоготичний собор Сакре-Кер

Згідно з переписом населення, проведеним у 2000 році, за релігійною приналежністю населення Ла-Шо-де-Фон поділялось таким чином:
- 11 320 жителів (30,6 % загальної кількості населення) — римо-католики;
- 10 258 осіб (27,7 % населення) — вірні швейцарської реформатської церкви;
- 205 осіб (або 0,55 % населення) — прихожани православної церкви;
- 300 (0,81 % населення) — вірні християнської католицької церкви Швейцарії;
- 2365 осіб (близько 6,39 % населення) — представники інших християнських церков.

Серед послідовників нехристиянських конфесій можна виділити:
- 129 жителів міста (0,35 % населення) — послідовники юдаїзму;
- 1369 осіб (близько 3,70 % населення) — мусульмани;
- 90 осіб — буддисти;
- 83 особи — індуїсти.

10059 жителів Ла-Шо-де-Фон (або близько 27,17 % населення) не зараховували себе до вірних жодної церкви, визнавали себе агностиками чи атеїстами.

## Економіка

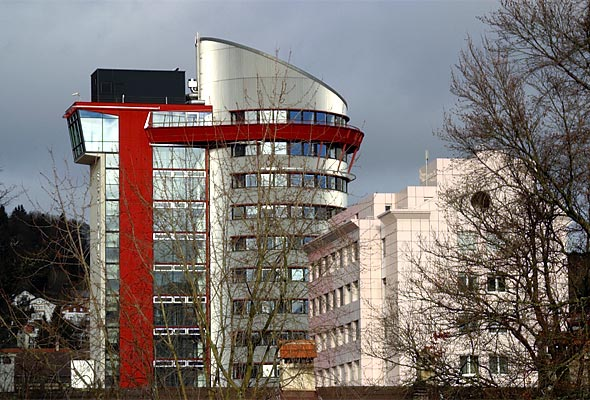
Ла-Шо-де-Фон

Станом на 2010 рік рівень безробіття у Ла-Шо-де-Фон становив 8,2 %. Структура економіки міста була такою:
- 95 підприємств первинного сектору, на яких працювали 260 осіб;
- 550 підприємств обробної промисловості із 10 594 зайнятими;
- 1290 підприємств сфери послуг, на яких працювало 11 813 осіб.

17 870 жителів міста були зайняті іншими видами діяльності. 46,1 % усієї робочої сили Ла-Шо-де-Фон становлять жінки.
У 2008 році в місті нараховувалось 19 692 робочих місця в еквіваленті повної зайнятості, у тому числі:
- у первинному секторі економіки налічувалось 208 робочих місць, у тому числі 198 — у сільському господарстві, 10 — у лісовому господарстві та виробництві пиломатеріалів;
- у вторинному секторі економіки налічувалось 10 153 робочих місць, у тому числі 9 063 (89,3 %) — у виробництві;
- у третинному секторі економіки (сфері послуг) налічувалось 9 331 робочих місць, у тому числі 2 287 (24,5 %) — в оптовій та роздрібній торгівлі, ремонті автомобілів; 680 (7,3 %) — у логістиці; 571 (6,1 %) — у готельно-ресторанному бізнесі; 150 (1,6 %) — в інформаційній індустрії; 372 (4,0 %) — у страхуванні і фінансових послугах; 573 (6,1 %) — інженери та науковці; 816 (8,7 %) — працівники освіти; 2078 (22,3 %) — у галузі охорони здоров'я.

Муніципалітет Ла-Шо-де-Фон є нетто-імпортером робочої сили. Щоденно з інших муніципальних утворень на роботу до міста приїжджають 8 916 осіб, в інші муніципалітети вибуває 3 481 робітників з Ла-Шо-де-Фон. 19,3 % працюючих міста складають іноземці. Для прибуття до місця роботи 52,8 % жителів міста використовували особистий автомобіль, 21,4 % — громадський транспорт.

## Транспорт
Місто обслуговує залізнична станція Ла-Шо-де-Фон, аеропорт Лез-Еплатюр та тролейбусна мережа Ла-Шо-де-Фон.

## Освіта
У Ла-Шо-де-Фон близько 12347 жителів (33,4 % населення) мають обов'язкову середню освіту, а 3943 жителів (10,7 %) здобули вищу освіту (в університет або Fachhochschule). З 3943 осіб, які закінчили вищу школу, 80,2 % складають громадяни Швейцарії (з них майже 2/3 — чоловіки), 19,8 % — іноземці.
У більшості муніципалітетів кантону Невшатель передбачені дворічна необов'язкова освіта у дитячому садку, а потім п'ятирічна обов'язкова початкова освіта. У 2010—2011 навчальному році у місті функціонувало 38 груп у дитячих садках, які відвідувало 728 дітей.
Обов'язкову чотирирічну середню освіту жителі міста здобувають у тринадцять великих середніх школах. У 2010—2011 навчальному році в них нараховувалось 113 початкових класів з 2042 учнями.
У 2000 році 644 учні навчалися за межами муніципалітету Ла-Шо-де-Фон, а 754 учнів прибували на навчання з інших муніципалітетів.
У Ла-Шо-де-Фон розташовані дві бібліотеки — Бібліотека де-ла-Віль і бібліотека Haute école Arc — Arts appliqué. Загальний книжковий фонд бібліотек станом на 2008 рік налічував 670 267 книг та інших засобів масової інформації.

## Культура

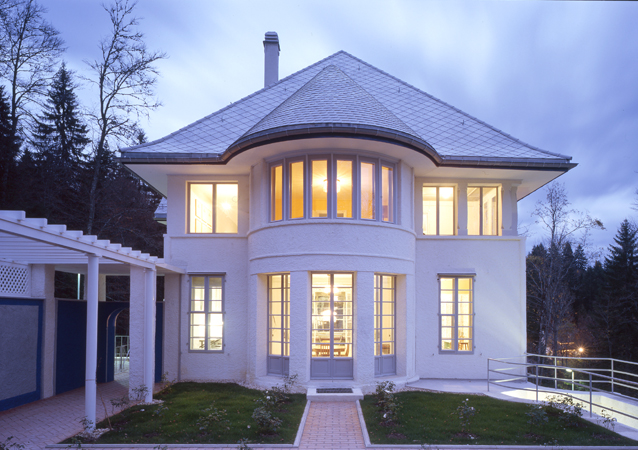
Вілла Jeanneret-Perret (Біла вілла) Ле Корбюз'є

У Ла-Шо-де-Фон працює Міжнародний музей d'Horlogerie (Міжнародний музей годинникарства), збудований у 1899 році на кошти, пожертвувані відомою родиною годинникарів Галле (Gallet). Музей є одним із важливих місць, які розкривають історію розвитку годинникарського ремесла.
Найбільший вплив на формування архітектурного образу та культуру міста наприкінці XIX століття справила течія Арт-Нуво (Art Nouveau), або модерну.
У 1880 році у Ла-Шо-де-Фон заснована щоденна газета L'Impartial.

### Клімат
| Клімат Ла-Шо-де-Фон (1981-2010)            | Клімат Ла-Шо-де-Фон (1981-2010) | Клімат Ла-Шо-де-Фон (1981-2010) | Клімат Ла-Шо-де-Фон (1981-2010) | Клімат Ла-Шо-де-Фон (1981-2010) | Клімат Ла-Шо-де-Фон (1981-2010) | Клімат Ла-Шо-де-Фон (1981-2010) | Клімат Ла-Шо-де-Фон (1981-2010) | Клімат Ла-Шо-де-Фон (1981-2010) | Клімат Ла-Шо-де-Фон (1981-2010) | Клімат Ла-Шо-де-Фон (1981-2010) | Клімат Ла-Шо-де-Фон (1981-2010) | Клімат Ла-Шо-де-Фон (1981-2010) | Клімат Ла-Шо-де-Фон (1981-2010) |
| Показник                                   | Січ.                            | Лют.                            | Бер.                            | Квіт.                           | Трав.                           | Черв.                           | Лип.                            | Серп.                           | Вер.                            | Жовт.                           | Лист.                           | Груд.                           | Рік                             |
| Середній максимум, °C                      | 2,7                             | 3,3                             | 6,2                             | 9,9                             | 14,6                            | 18,1                            | 20,7                            | 20,2                            | 16,4                            | 12,8                            | 6,7                             | 3,5                             | 11,3                            |
| Середня температура, °C                    | −1,6                            | −1,1                            | 1,8                             | 5,2                             | 9,7                             | 12,9                            | 15,3                            | 14,8                            | 11,3                            | 7,9                             | 2,5                             | −0,4                            | 6,5                             |
| Середній мінімум, °C                       | −6                              | −5,7                            | −2,8                            | 0,6                             | 4,7                             | 7,6                             | 9,8                             | 9,4                             | 6,5                             | 3,3                             | −1,5                            | −4,2                            | 1,8                             |
| Середня кількість сонячних годин на місяць | 100                             | 106                             | 134                             | 150                             | 159                             | 180                             | 212                             | 200                             | 158                             | 131                             | 97                              | 82                              | 1710                            |
| Норма опадів, мм                           | 107                             | 99                              | 111                             | 99                              | 141                             | 124                             | 126                             | 136                             | 128                             | 123                             | 120                             | 128                             | 1441                            |
| Днів з опадами                             | 12,4                            | 11,3                            | 12,3                            | 12,5                            | 15,1                            | 13,1                            | 12,2                            | 12,2                            | 10,6                            | 12,4                            | 12,0                            | 13,4                            | 149,5                           |
| Днів зі снігом                             | 9,3                             | 9,2                             | 7,6                             | 3,7                             | 0,7                             | 0,1                             | 0                               | 0                               | 0                               | 0,6                             | 5,1                             | 9                               | 45,3                            |
| Вологість повітря, %                       | 82.6                            | 80.8                            | 79.8                            | 77.4                            | 76.6                            | 76.6                            | 74.6                            | 76.7                            | 78.3                            | 78.6                            | 81.4                            | 81.6                            | 78.7                            |
| ------------------------------------------ | ------------------------------- | ------------------------------- | ------------------------------- | ------------------------------- | ------------------------------- | ------------------------------- | ------------------------------- | ------------------------------- | ------------------------------- | ------------------------------- | ------------------------------- | ------------------------------- | ------------------------------- |
| Джерело: MeteoSwiss                        |                                 |                                 |                                 |                                 |                                 |                                 |                                 |                                 |                                 |                                 |                                 |                                 |                                 |

## Уродженці і жителі
У Ла-Шо-де-Фоні народилися:
- Ле Корбюзьє — архітектор-модерніст, збудував тут свої перші будівлі — зокрема, будинок для своїх батьків — Білу віллу (1912 року, з 2005 року — музей), віллу Швоб, кінотеатр
- Луї Шевроле — автоконструктор і автогонщик, творець марки Chevrolet
- П'єр-Жак Дроз — математик і механік, конструктор годинників та ляльок-автоматів
- Блез Сандрар — поет, письменник та есеїст.

У 1848 році в Ла-Шо-де-Фоні заснована годинникова фірма Omega. У 1992 році заснована годинникова фірма Bell & Ross.